# Dalibor Anušić
Dalibor Anušić (Banja Luka, 7 aprile 1976) è un allenatore di pallamano ed ex pallamanista croato con cittadinanza bosniaca, allenatore nell'accademia RK Balić&Metličić.

## Palmares

### Club

#### Competizioni nazionali
- Handball Trophy: 1

Trieste: 2004-2005
- Campionato croato di pallamano maschile: 2

Zagabria: 2005-06, 2006-07
- Coppa di Croazia di pallamano maschile: 2

Zagabria: 2005-06, 2006-07

#### Competizioni internazionali
- IHF Cup / EHF Cup: 2

Frisch Auf Göppingen: 2010-11, 2011-12

### Nazionale
- Mondiali

 Croazia 2009